# Hajniště (Jeníkov)
Hajniště (německy Hegeholz) je zaniklá vesnice v okrese Teplice. Stávala 1,7 kilometru severozápadně od Jeníkova. Existuje katastrální území Hajniště u Duchcova o výměře 1,71 km².

## Název

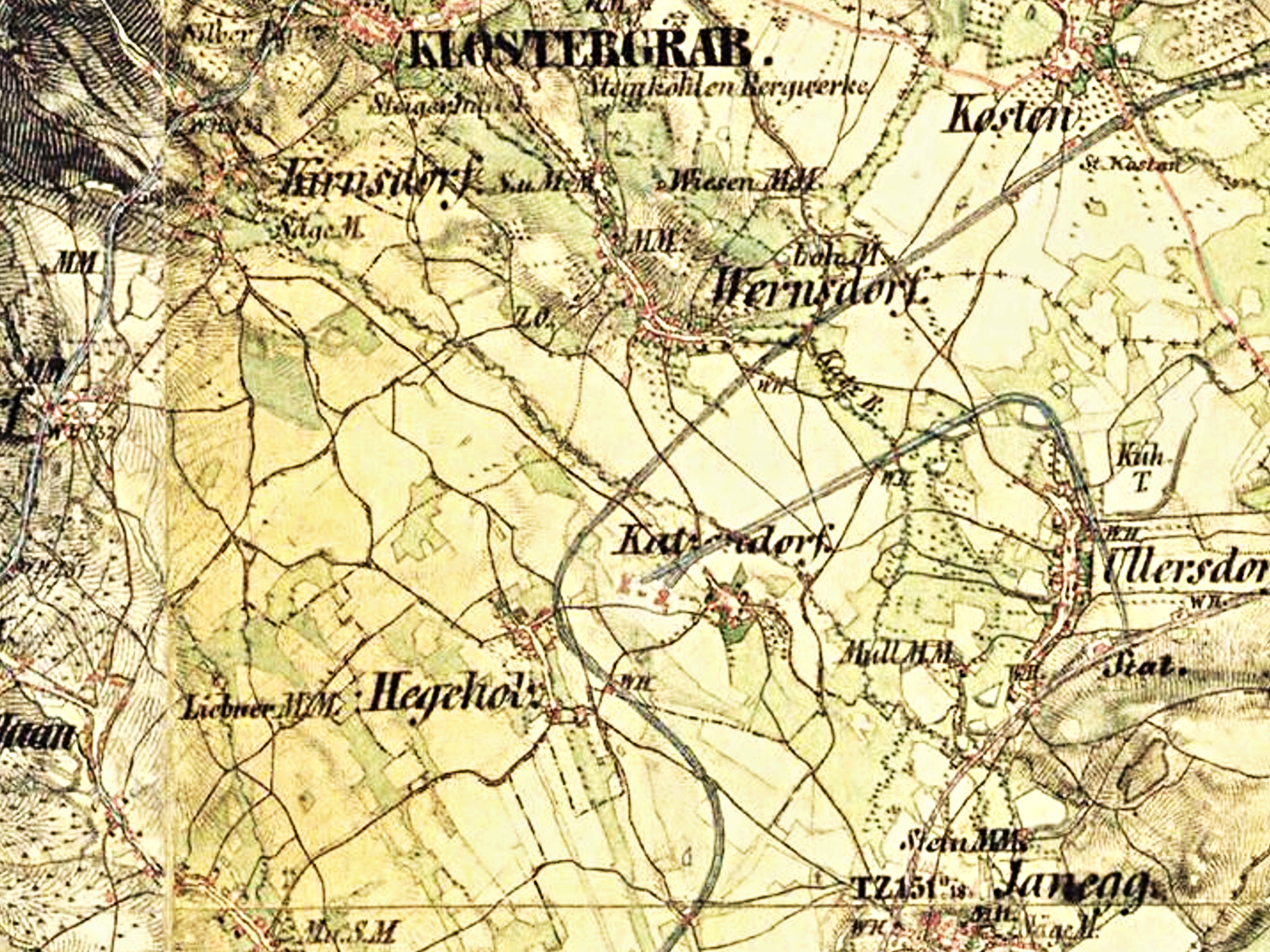
Hajniště (Hegeholz) a další zaniklé vesnice na mapě z první poloviny 19. století

Název vesnice vychází z středněhornoněmeckého výrazu hegeholz pro les obklopený houštinami nebo živým plotem. V historických pramenech se jméno objevuje ve tvarech: de Hegeholz (1404/1405) a Hegeholcz (1620 a 1787).

## Historie
První písemná zmínka o vesnici pochází z roku 1404 nebo 1405.
Vesnice, která ležela mezi potokem Bouřlivcem a Kocourkovem, zanikla spolu s dalšími sídly v této lokalitě v letech 1950–1960 kvůli těžbě hnědého uhlí.

## Obyvatelstvo
Při sčítání lidu v roce 1921 zde žilo 250 obyvatel (z toho 121 mužů), z nichž bylo 44 Čechoslováků, 198 Němců a osm cizinců. Kromě jednoho evangelíka a 27 lidí bez vyznání se hlásili k římskokatolické církvi. Podle sčítání lidu z roku 1930 měla vesnice 233 obyvatel: 31 Čechoslováků, 196 Němců a šest cizinců. Převažovala římskokatolická většina, ale dva lidé byli členy církve československé a 24 jich bylo bez vyznání.
|           | 1869 | 1880 | 1890 | 1900 | 1910 | 1921 | 1930 | 1950 | 1961 | 1970 | 1980 | 1991 | 2001 | 2011 |
| --------- | ---- | ---- | ---- | ---- | ---- | ---- | ---- | ---- | ---- | ---- | ---- | ---- | ---- | ---- |
| Obyvatelé | 129  | 147  | 242  | 337  | 258  | 250  | 233  | .    | .    | .    | .    | .    | .    | 4    |
| Domy      | 19   | 20   | 24   | 29   | 27   | 26   | 26   | .    | .    | .    | .    | .    | .    | .    |